# Aleš Skřivan
Aleš Skřivan (* 11. listopadu 1944 Uhříněves) je český historik, odborník na světové dějiny pozdního novověku.

## Život
Na Filozofické fakultě Univerzity Karlovy v Praze vystudoval dějepis, český jazyk a literaturu a záhy se stal pracovníkem tamní katedry obecných dějin. V roce 1991 se habilitoval a v roce 1997 byl jmenován profesorem oboru obecné dějiny. Dnes působí v Ústavu světových dějin, a to v pozici člena semináře novověkých dějin. Od roku 2000 do roku 2002 zastával funkci proděkana pro vědu. Specializuje se na novověké dějiny mezinárodních vztahů a kolonialismu s akcentem na prostor Rakouska-Uherska a Německa a na oblast Dálného východu. V rámci bakalářského, magisterského i doktorandského studia vychoval desítky mladých historiků. Od roku 2007 přednášel na Filozofické fakultě Západočeské univerzity v Plzni a absolvoval přednáškové pobyty na univerzitách v Německu, Rakousku, Velké Británii a Itálii. Je majitelem a vydavatelem časopisu Historický obzor, vede redakci Prague Papers on the History of International Relations a zasedá v několika dalších redakčních radách. V minulosti byl rovněž členem pracovní skupiny pro historii při Akreditační komisi MŠMT. Mimo vlastní badatelské, pedagogické a příležitostně i překladatelské práce se věnuje popularizační činnosti, zejména na poli literatury faktu.
Jeho synem je prof. PhDr. Ing. Aleš Skřivan ml., Ph.D., který vyučuje nejnovější a hospodářské dějiny na FF ZČU a Vysoké škole ekonomické v Praze.

## Dílo
- Čína a Spojené státy 1941–1945, Praha 1974.
- Opožděná expanze. Koloniální výboj Německa a Itálie v letech 1870–1918, Praha 1977. (s P. Křivským)
- Moře, objevy, staletí, Praha 1980. (s P. Křivským)
- Století odchází. Světla a stíny „belle époque“. Praha 1982. (s P. Křivským)
- Do nitra kontinentů, Praha 1988. (s P. Křivským)
- Věk starý a nový. Dějiny, život, kultura Evropy v 17. a 18. století, Praha 1985. (s P. Křivským a R. Kvačkem)
- Cestou samurajů, Praha 1984.
- Pád Nipponu, Praha 1990.
- Německé koloniální zábory v Africe v letech 1884–1885, Praha 1991.
- Kapitoly z dějin evropské politiky do roku 1648, Praha 1995. (s V. Drškou a F. Stellnerem)
- Císařská politika. Rakousko-Uhersko a Německo v evropské politice v letech 1906–1914, Praha 1996.
- Japonská válka 1931–1945, Praha 1997.
- Evropská politika 1648–1914, Praha 1999.
- Schwierige Partner. Deutschland und Österreich Ungarn in der europäischen Politik der Jahre 1906–1914, Praha 1999.
- Lexikon světových dějin 1492–1914, Praha 2002.